# توافقنامه فیصل–وایزمن

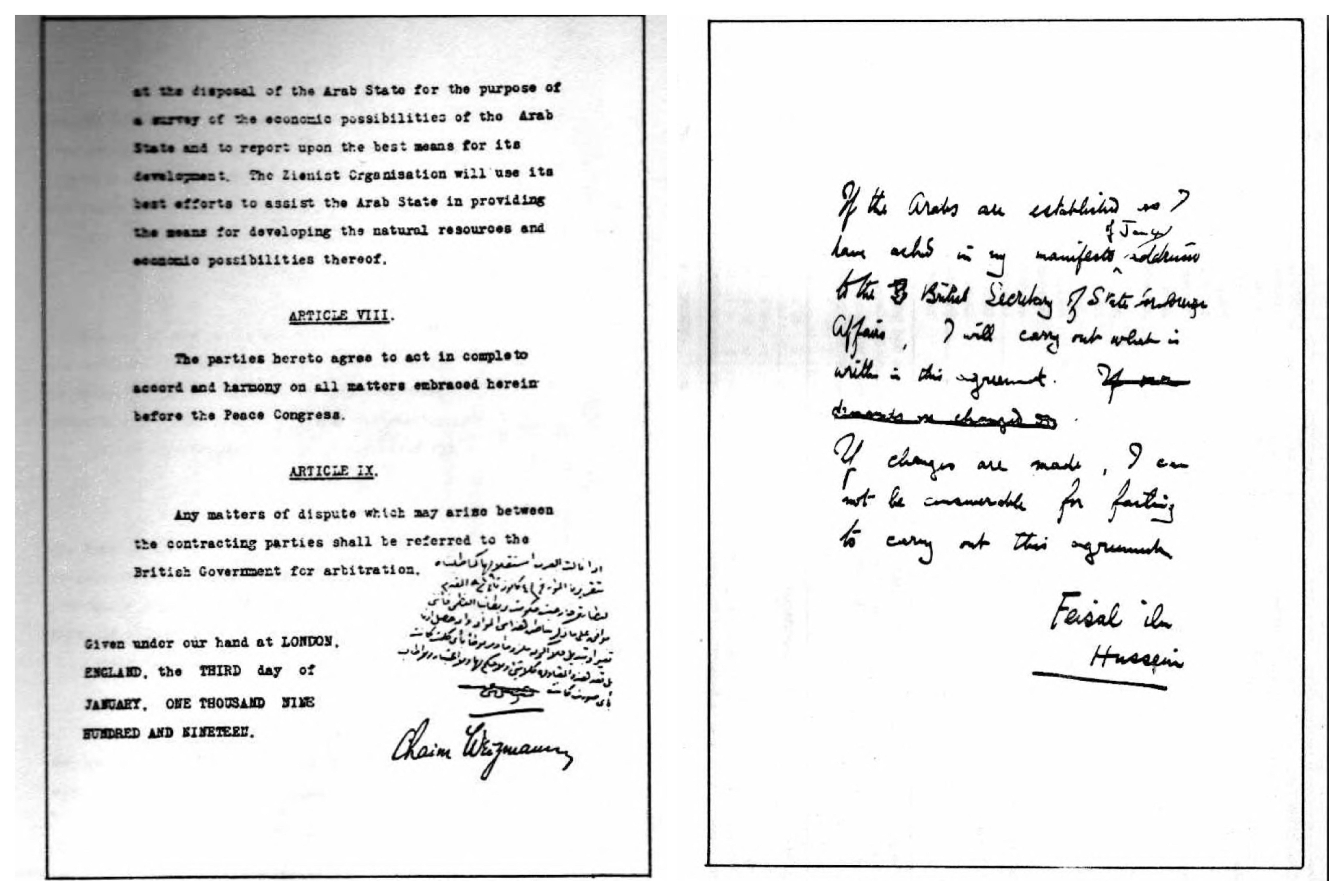
صفحهٔ امضای توافقنامه. در تصویر تبصره و تذکر فیصل به زبان عربی دیده می‌شود؛ همچنین، ترجمهٔ پیوست شدهٔ توماس ادوارد لورنس از تذکر فیصل دیده می‌شود (فیصل توانایی خواندن یا نوشتن به زبان انگلیسی را نداشت).

توافقنامهٔ فیصل–وایزمن (به انگلیسی: Faisal–Weizmann Agreement) توافقنامه‌ای بود که در تاریخ ۳ ژانویهٔ ۱۹۱۹ بین فیصل یکم، سومین پسر شریف حسین و پادشاه پادشاهی حجاز، و حییم وایزمن رهبر صهیونیست که نقش مهمی در امضای بیانیه بالفور در سال ۱۹۱۷ با دولت بریتانیا داشت، امضا شد. این توافقنامه دو هفته پیش از آغار کنفرانس صلح پاریس به امضا رسید. این توافقنامه همراه با نامه‌ای که توماس ادوارد لورنس در مارس ۱۹۱۹ با نام فیصل به فلیکس فرانکفورتر نوشت، یکی از دو سندی بود که هیئت صهیونیست‌ها در کنفرانس صلح پاریس از آن استفاده کردند و معتقد بودند که نقشه‌های صهیونیست‌ها برای فلسطین قبلاً مورد تأیید اعراب قرار گرفته است.
توافقنامه در تاریخ ۳ ژانویه به زبان انگلیسی به فیصل در اتاق خود در هتل کارلتون لندن ارائه شد؛ این در حالی بود که فیصل نمی‌توانست آن را بخواند و مطالب آن توسط لورنس به عنوان تنها مترجم برای فیصل توضیح داده شد. فیصل در همان جلسه سند را امضا کرد؛ بدون این‌که با مشاورانش که در یک اتاق جداگانه منتظر او بودند مشورت کند؛ اگرچه او در کنار امضای خود یک یادداشت به زبان عربی اضافه کرد؛ به گونه‌ای که توافق را منوط به قرار داشتن فلسطین در یک منطقهٔ مستقل عربی دانست اما سازمان صهیونیستی توافقنامه را بدون هیچ گونه محدودیت، تبصره و شرطی به کنفرانس صلح پاریس ارائه کرد.